# 東京JUICE
「東京JUICE」（とうきょうジュース）は、バブルガム・ブラザーズのシングル。

## 収録曲
1. 東京JUICE
作詞：Bro.TOM／作曲：Bro.KORN
2. Let's Stay Dogether
作詞：Bro.TOM／作曲：Bro.KORN
3. 東京JUICE instrumental
4. Let's Stay Dogether instrumental